# Ladon Valles
Los valles de Landon, más conocidos como Ladon Valles, son un sistema de valles fluviales que se encuentran dentro de la región del cuadrilátero Margaritifer Sinus (MC-19) del planeta Marte ubicado en 22,6 ° Sur y 28,7 ° Oeste. Tienen 278 km de largo y recibieron su nombre del antiguo nombre de un río griego.
Se ha argumentado que los valles de Uzboi, Ladon, Margaritifer y Ares, aunque ahora están separados por grandes cráteres, una vez comprendieron un único sistema de canales de salida que fluía hacia el norte hacia Chryse Planitia. Se ha sugerido que la fuente de este flujo de salida es el desbordamiento del cráter Argyre, anteriormente lleno hasta el borde como un lago por canales (valles Surius, Dzigai y Palacopus) que drenan desde el polo sur. Si fuera real, la longitud total de este sistema de drenaje sería de más de 8000 km, la ruta de drenaje más larga conocida en el sistema solar.

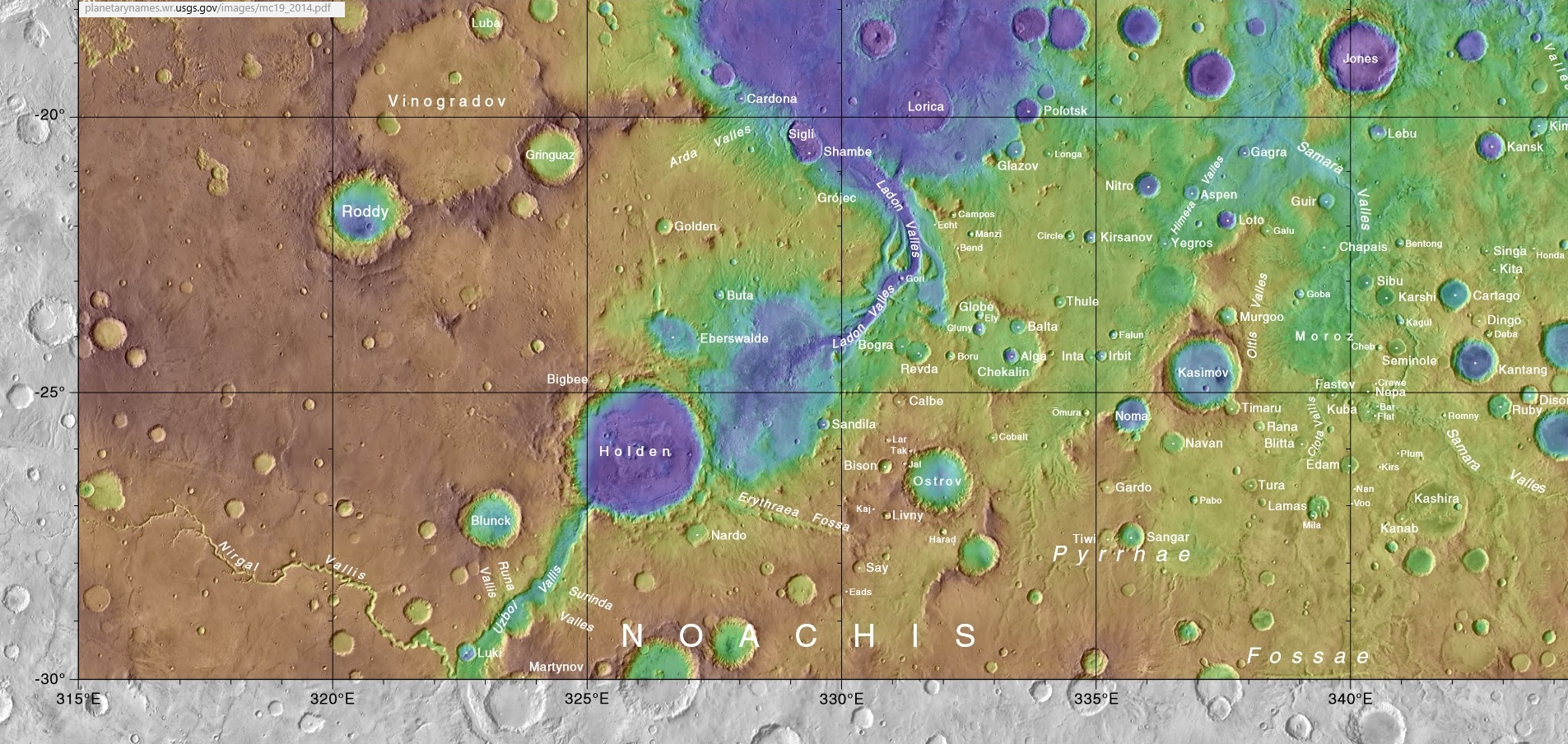
Mapa que muestra la ubicación de Landon Valles y otros valles cercanos